# Тверда мозкова оболона
Тверда́ мозкова́ оболо́на (лат. dura mater, рідше meninx fibrosa, pachymeninx) — зовнішня з трьох мозкових оболон, товста мембрана з щільної нерегулярної сполучної тканини, яка оточує головний і спинний мозок. Функціями є захист центральної нервової системи, утримання спинномозкової рідини. Розвивається з клітин нервового гребеня.

## Етимологія
Латинська назва лат. dura mater, досл. «груба, тверда мати», являє собою кальку араб. أم الدماغ الصفيقة, кириліз.: умм аль-дімаг аль-сафіка, досл. «товста мати мозку», «матриця мозку». Варіант pachymeninx має те ж саме значення, він походить від дав.-гр. παχύς («товстий») і μῆνιγξ («мембрана»).

## Будова
Тверда оболона мозку складається з двох шарів, листків чи пластинок (lamellae). Зовнішній шар оболони (lamella durae matris externa) в її головній частині являє собою окістя внутрішньої поверхні черепних кісток і називається також ендокраніум. Внутрішній шар (lamella durae matris interna) називається менінгеальним шаром і є твердою оболоною sensu stricto. Частина твердої мозкової оболони, що покриває спинний мозок, відома як дуральний мішок чи текальний мішок (saccus duralis, saccus thecalis).

### Синуси твердої оболони
Синуси твердої мозкової оболони (sinus durae matris) — канали трикутної форми між її листками в місцях відходження відростків. Стінки синусів туго натягнуті, не мають клапанів, не спадаються, в тому числі і при розрізанні. Синуси містять венозну кров, що відтікає з вен головного мозку, твердої оболони, очниці і черепних кісток. З синусів кров надходить до внутрішніх яремних вен.

### Відростки твердої оболони
Відростки твердої оболони (processi durae matris) — виступи твердої мозкової оболони в щілини головного мозку. Виділяють такі відростки:
- Серп мозку (falx cerebri) — найбільший з листків, розділяє мозкові півкулі, розташовуючись у поздовжній щілині мозку[4]. Починається з лобового гребеня лобової кістки і півнячого гребеня і йде до внутрішнього потиличного виступа;[5]
- Намет мозочка (tentorium cerebelli) — другий за розміром, має форму півмісяця. Відділяє потиличну частку від стовбура й мозочка;[6]
- Серп мозочка (falx cerebelli) — вертикальний листок. Лежить нижче намету мозочка, розділяючи мозочкові півкулі;
- Діафрагма сідла (diaphragma sellae) — найменший з листків, покриває передню частку гіпофіза й турецьке сідло.

## Клінічне значення
У 2011 році стало відомо про існування сполучнотканинного мосту між великим заднім прямим м'язом голови і твердою оболоною головного мозку. З цим анатомічним зв'язком можуть бути пов'язані різноманітні клінічні прояви, такі як головні болі, невралгія трійчастого нерва та інші симптоми, які зачіпають тверду оболону. Аналогічний зв'язок відмічений і в малого заднього прямого м'яза.
Твердооболонно-м'язові і твердооболонно-зв'язкові сполучення у ділянці верхнього шийного відділу хребта й потиличній ділянці можуть пояснити причини цервікогенного головного болю і обґрунтовувати ефективність мануальної терапії при його лікуванні.

## Галерея

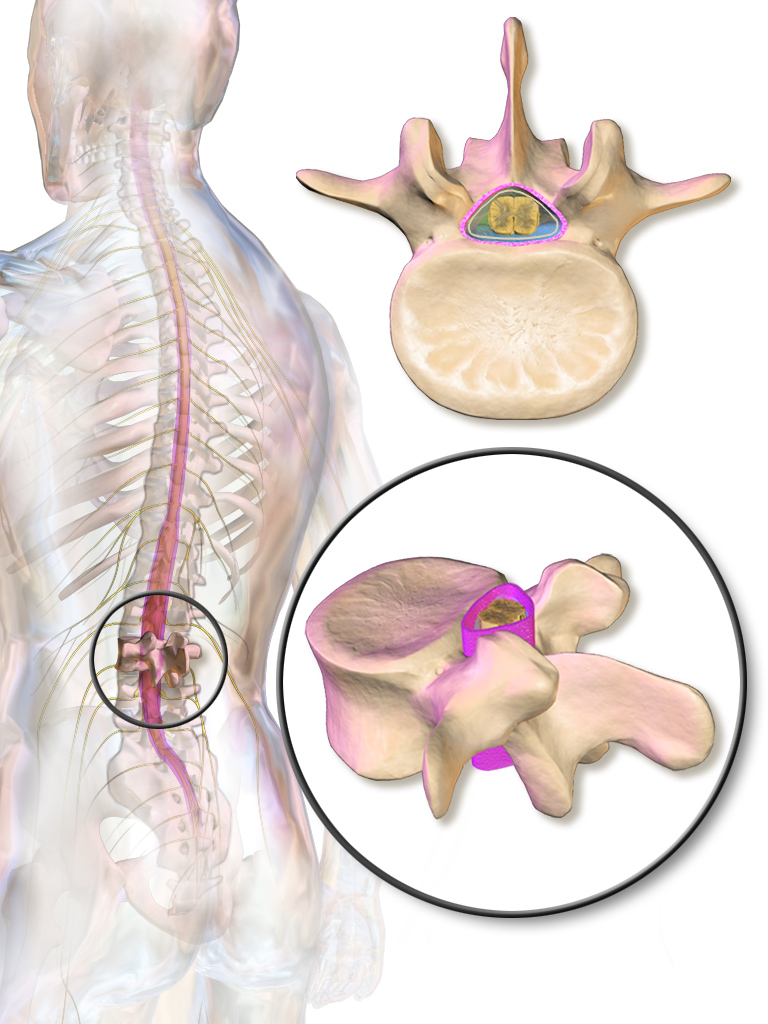
Тверда оболона на розрізі спинного мозку
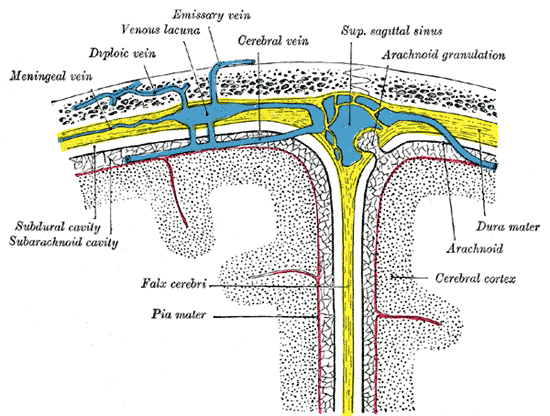
Малюнок розрізу верхньої частини черепа, що показує мозкові оболони.
Малюнок поперечного розрізу спинного мозку і його оболон.
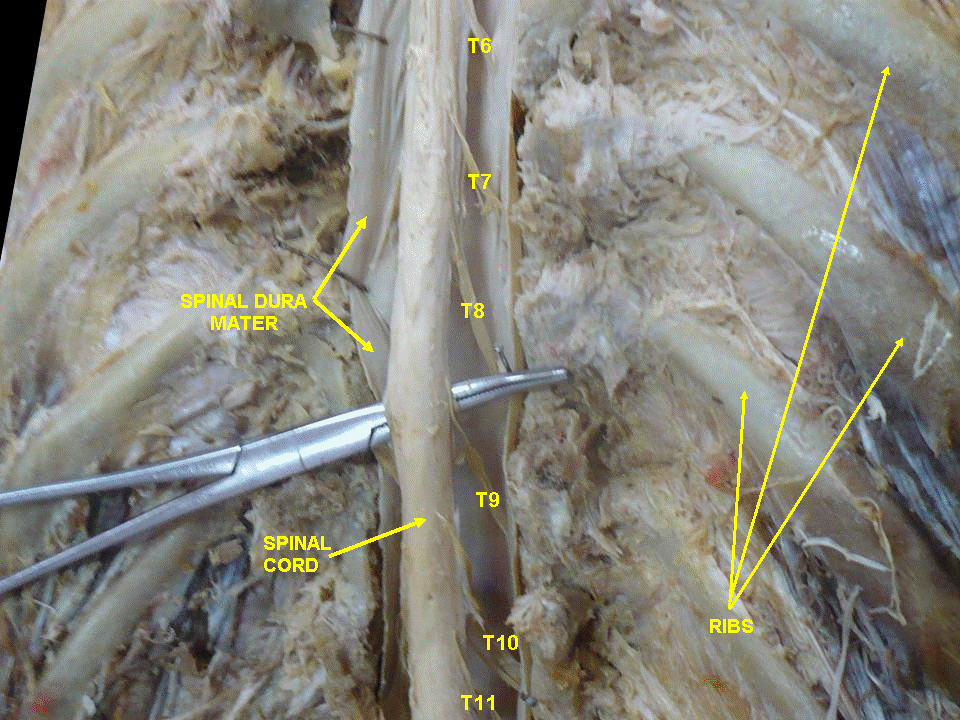
Спинний мозок. Мозкові оболони і нервові корінці. Глибокий розтин, вигляд ззаду.
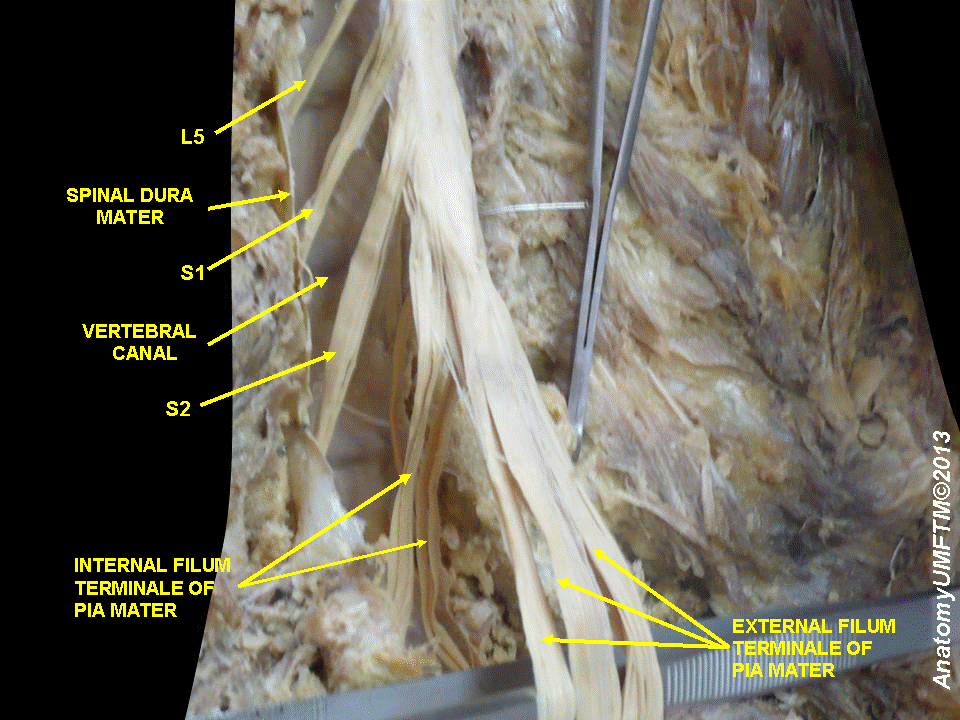
Спинний мозок. Мозкові оболони і нервові корінці. Глибокий розтин, вигляд ззаду.